# Еванджелиста Торичели
Еванджелиста Торичели (на италиански: Evangelista Torricelli; 15 октомври 1608, Рим – 25 октомври 1647, Флоренция) е италиански физик и математик. Изобретява живачния барометър (през 1643 г.), работи върху физичните процеси, свързани с ниско и високо атмосферното налягане и вакуума (1644 г.), а през 1641 г. формулира уравнението на Торичели v=√2gh, където скоростта v на изтичане е еднаква за всички течности и зависи само от дълбочината на която се намира отверстието, h е измерената от центъра на отверстието височина на нивото на течността, g е гравитационно ускорение.  Фактически това изследване положило основата на хидравликата, теорията на която завършва след около 100 години швейцарецът Даниел Бернули.

## Принос
Торичели за пръв път опитно определя стойността на атмосферното налягане. За целта той използва стъклена тръба, дълга около 1 m, запоена в единия край. Торичели я напълва с живак, запушва отвора ѝ и я потапя с отвора надолу в чаша с живак. Когато отпушва отвора, част от живака в тръбата изтича в чашата. В тръбата остава живачен стълб, чиято височина на морското равнище е около 760 mm. Височината на този стълб не зависи от наклона на тръбата. Над живака в тръбата остава безвъздушно пространство (наречено по-късно „празнина на Торичели“). Това означава, че налягането на атмосферата върху свободната повърхност на живака в чашата се уравновесява с хидростатичното налягане, създадено от живачния стълб с височина 760 mm, т.е. атмосферното налягане е равно на хидростатичното налягане на живачния стълб. Опитът показва също, че въздухът има тегло. Това твърдение изглеждало толкова невероятно, че не било възприето веднага от тогавашните учени. В чест на Торичели е кръстена мерната единица за налягане тор.